# Pułkownik Służby Więziennej
Pułkownik Służby Więziennej (płk SW) – stopień w Służbie Więziennej, odpowiednik stopnia pułkownika w Siłach Zbrojnych RP.
Wzory dystynkcji pułkownika SW zostały określone w rozporządzeniu ministra sprawiedliwości z dnia 7 lutego 2011 w sprawie umundurowania funkcjonariuszy Służby Więziennej.